# Kanonbåt

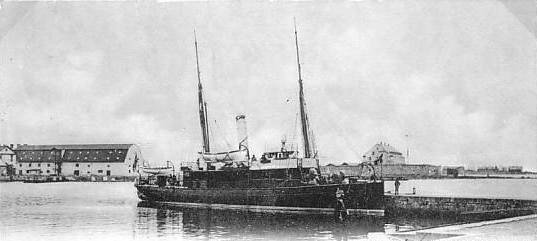
Den svenska kanonbåten HMS Svensksund, sjösatt 1891.

Kanonbåt är ett mindre örlogsfartyg utrustat med kanoner.

## Historia
Ursprungligen menades med kanonbåtar kanonjollar och kanonslupar, öppna roddfartyg med kanoner, i Sverige introducerade av Fredrik Henrik af Chapman på 1770-talet. Efter vissa modifikationer av byggnadssätt och bestyckning började kanonbåtarna att däckas och förses med segel. På 1860-talet infördes ångkanonbåtar i svenska flottan.
Kanonjollarna förde en 24-pundig kanon akterut och en 2-pundig nicka i förstäven. Fartyget delades genom två långskeppsskott i tre avdelningar, av vilka den mellersta upptogs av förrådsrum för proviant och ammunition och de två bordvarts försågs för besättningens (1 underofficer och 21 man) förläggning. Fartygen var 50 fot långa med 10 par åror.
Kanonsluparna förde en 24-pundig kanon akterut och en 72-pundig bombkanon (mörsare) förut. Därutöver fanns 2–4 stycken 3-pundiga nickor. De var liksom jollarna indelade i tre långskeppsavdelningar och försedda med tält att spännas över däcket. Besättningen utgjordes av 1 officer, 1 underofficer och 58 man. Längden var 65 fot och de var utrustade med 14 par åror.
De moderna kanonbåtarna utrustades med bland annat en 27-centimeterskanon och en 22-centimeterskanon.[källa behövs]